# L'epica della guerra
L'epica della guerra è un singolo del cantautore italiano Max Gazzè, pubblicato il 24 novembre 2023 come secondo estratto dal dodicesimo album in studio Amor Fabulas.

## Descrizione
Il brano, scritto da Gimmi Santucci e arrangiato da Max Gazzè, indaga le cause e le conseguenze della guerra.

## Tracce
1. L'epica della guerra – 3:37